# Freiolsheim
Freiolsheim ist ein Stadtteil von Gaggenau im baden-württembergischen Landkreis Rastatt.

## Geographie
Freiolsheim liegt am Westrand des Nordschwarzwalds in einer Höhe von etwa 500 m auf der Hochfläche nordöstlich des unteren Murgtals und am Fuß des Mahlberg-Gipfels. Naturräumlich ist dieser Gaggenauer Höhenbereich Teil der Schwarzwald-Randplatten. Die südwestlich gelegene Kernstadt Gaggenau ist über die Landesstraße L 613 erreichbar, die durch Freiolsheim verläuft. Zum Stadtteil gehören das Dorf Freiolsheim und die Weiler Mittelberg und Moosbronn. Auf der Gemarkung liegt das obere Moosalbtal, dessen Talaue zum Naturschutzgebiet Albtal und Seitentäler gehört.

## Geschichte

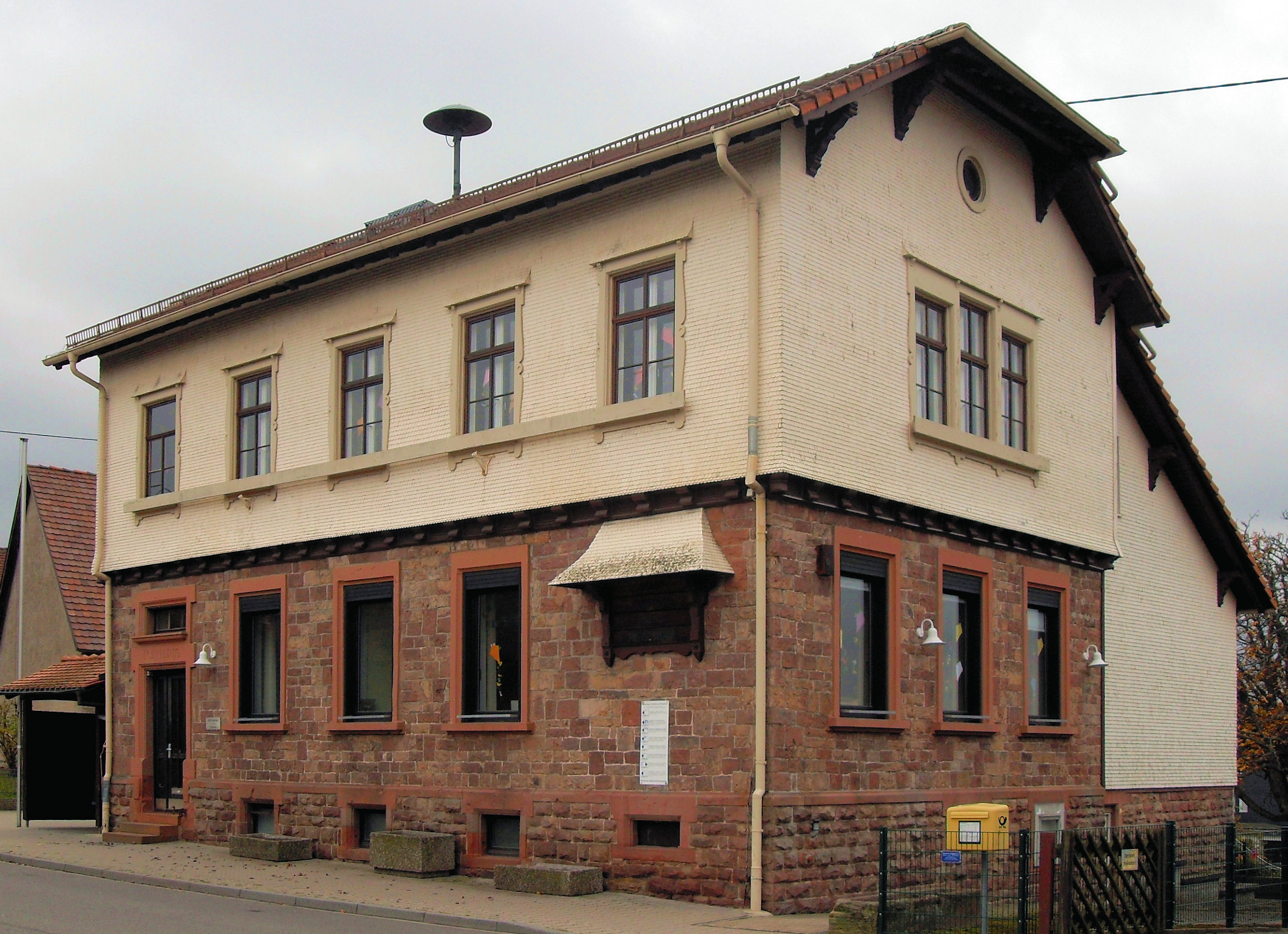
Ehemaliges Rathaus von Freiolsheim

Der einst selbständige Ort wurde 1219 erstmals erwähnt. Er gehörte bis ins späte Mittelalter zur Markung von Malsch und bis ins späte 18. Jahrhundert zur Malscher Pfarrei. Die Grafen von Eberstein übertrugen Freiolsheim im 13. Jahrhundert aus ihrem Besitz an das Kloster Herrenalb, blieben aber aufgrund ihrer Schirmherrschaft über das Kloster hier einflussreich. Sie mussten die Herrschaft bald mit den Markgrafen von Baden teilen. Nach dem Aussterben der Ebersteiner erlangten der Graf von Gronsfeld und der Freiherr bzw. Graf von Wolkenstein deren Anteile, seit Ausgang des 17. Jahrhunderts war Freiolsheim als Teil der privaten Grafschaft Eberstein ganz badisch. Es gehörte vom 16. bis ins 18. Jahrhundert dem Ottenauer Gerichtsbezirk der Grafschaft an.  Im 19. Jahrhundert gehörte Freiolsheim bis zu dessen Auflösung 1872 zum Bezirksamt Gernsbach, anschließend zum Bezirksamt Rastatt. Bei der Volkszählung 1910 wurde Freiolsheim als Landgemeinde im Amtsbezirk Rastatt mit 206 Einwohnern geführt, Mittelberg und Moosbronn waren abgesonderte Gemarkungen mit eigener polizeilicher Verwaltung und 47 bzw. 25 Einwohnern. Die Gemeinde Freiolsheim hatte 1961 eine Fläche von 8,38 km². Zum 1. September 1971 wurde Freiolsheim zu Gaggenau eingemeindet.